# Messerschmitt Me 328
Messerschmitt Me 328 là một mẫu máy bay tiêm kích hộ tống máy bay ném bom của Đức trong Chiến tranh thế giới II.

## Tính năng kỹ chiến thuật
Đặc điểm tổng quát
- Tổ lái: 1
- Chiều dài: 27 ft 7 in (8,63 m)
- Sải cánh: 20 ft 6 in (6,40 m)
- Chiều cao: 7 ft (2,10 m)
- Trọng lượng rỗng: 4.056 lb (1.840 kg)
- Trọng lượng có tải: 5.896 lb (2.674 kg)
- Động cơ: 2 × Argus As 014 , 1.320 lbf (5,9 kN) mỗi chiếc

 Hiệu suất bay 
- Tầm bay: 352 mi (565 km)
- Trần bay: 30,500 ft (9,300 m)

Trang bị vũ khí

- Súng: 2 × Pháo MG 151/20 20 mm